# Ruige weegbree
Ruige weegbree (Plantago media) is een plant uit de weegbreefamilie (Plantaginaceae). De soort staat op de Nederlandse Rode Lijst van planten als vrij zeldzaam en zeer sterk afgenomen. 

## Determinatie
De bladeren zijn elliptisch of iets langwerpig. Ze lopen smal af in een korte bladsteel. Het bladrozet ligt meestal dicht bij de grond.
De bloemkroon is witachtig. De meeldraden dragen lichtlila helmknoppen. De aarstelen zijn langer dan de bladeren. De bloemen zijn enigszins geurig en zodoende komen er behoorlijk wat insecten op af. Deze vinden daar overigens alleen stuifmeel; nectar is er niet. Naast insectenbestuiving vindt er ook windbestuiving plaats, zoals bij de gehele weegbreefamilie. De bloeiperiode loopt van mei tot augustus.
Ruige weegbree draagt een doosvrucht die normaal gesproken vier zaadjes bevat.

### Gelijkende taxa
Ruige weegbree kan lijken op grote weegbree (Plantago major subsp. major), maar heeft relatief dichtbehaarde bladeren, die daardoor grijsachtig groen van kleur zijn.

## Ecologie
De soort groeit op tamelijk droge, grazige plekken, zoals weilanden, dijken en bermen. De plant prefereert een kalkhoudende grond. 

### Syntaxonomie
Ruige weegbree is een indicatorsoort voor het mesofiel hooiland (hu) subtype 'Kamgrasgrasland op kalkrijke bodem', een karteringseenheid in de Biologische Waarderingskaart (BWK) van Vlaanderen en het Brussels Hoofdstedelijk Gewest.